# Тагімасад
Тагімасад (грец. Θαγιμασάδας) — у скіфській міфології бог, якого Геродот ототожнював з грецьким богом Посейдоном. Дуже цікава ремарка Геродота про те, що йму вклонялися лише царські скіфи.
Обмеженність джерел не дає можливості інтерпретації Тагімасада, його місця й функцій у скіфо-сколотському пантеоні. Наразі неможливо визначити навіть чи був Тагімасад однім з богів, чи однім з втілень іншого скіфського бога.